# 鲁赫努
鲁赫努是爱沙尼亚西部萨雷县的一个乡村型市镇。该市镇覆盖里加湾里的鲁赫努岛及一些无人岛礁，市镇面积为12平方公里。市镇人口在爱沙尼亚所有79个市镇中最少。冬天时有60名常住居民，夏天时大约有150人居住。2021年时人口统计数量为166人。
鲁赫努市镇只有一个村庄，鲁赫努村位于岛屿的中部。村里有一所学校、博物馆、图书馆、两个商店、两个教堂、急救点和本地海上救援小组。
鲁赫努市镇成立于1991年12月19日。在爱沙尼亚所有市镇中，29岁以下的年轻人比重最大，65岁以上的老年人比重最小。最大雇主是公共部门，旅游业呈上升趋势。
鲁赫努市镇的60%的土地由瑞典公民拥有，他们是战前瑞典语人口的后代。